# Demokrat Leonov
Demokrat Vladimirovich Leonov (en ruso: Демократ Владимирович Леонов; 1 de abril de 1926 - 15 de marzo de 1969) fue un coronel de las tropas fronterizas soviéticas y un héroe de la Unión Soviética, que murió en acción durante el conflicto fronterizo chino-soviético de 1969.

## Biografía
Leonov nació el 1 de abril de 1926 en Bakú. Su padre sirvió como guardia fronterizo.
Después de terminar el noveno grado de la escuela en 1943, Leonov comenzó a servir como miembro de las tropas fronterizas soviéticas, cuando la Segunda Guerra Mundial estaba en curso. No vio ningún combate de primera línea durante la guerra. En 1947, se unió al Partido Comunista de la Unión Soviética y se graduó en el Instituto Militar del Ministerio del Interior en 1954. Al graduarse, fue asignado a la región del Cáucaso Sur y cuatro años más tarde se convirtió en jefe de personal de la frontera. destacamento en el Distrito militar transcaucásico.
En 1968, Leonov fue trasladado a Dalnerechensk en Krai de Primorie, donde recibió el puesto administrativo de jefe del Destacamento Fronterizo 57.
En marzo de 1969, estallaron hostilidades entre China y la Unión Soviética en las cercanías de Zhenbao en el río Ussuri, cerca de Manchuria. El 15 de marzo, Leonov dirigió un grupo de tres tanques T-62 de la 135 División de Fusileros Motorizados para brindar apoyo a una unidad del ejército contra las unidades del Ejército Popular de Liberación. Sin embargo, su tanque fue inutilizado por el lanzagranadas PLA , hiriéndolo. Leonov dejó su tanque averiado, pero murió después de que un francotirador chino le disparara directamente en el corazón. El conflicto terminó el 11 de septiembre de 1969 con un alto el fuego y el retorno al statu quo.
Leonov fue enterrado con honores militares en un monumento en la ciudad de Iman (actualmente conocida como Dalnerechensk), donde están enterrados los guardias fronterizos que murieron durante el conflicto fronterizo chino-soviético en Zhenbao.

## Premios y distinciones
Una calle de Vladivostok lleva el nombre de Leonov. Un barco factoría con base en Petropávlovsk-Kamchatski también recibió su nombre en su honor. Una escuela secundaria en la ciudad de Magadán llevaba el nombre de Leonov, y se instaló una placa conmemorativa en su honor en una escuela secundaria en la ciudad de Arcángel.